# 松平松千代
松平 松千代（まつだいら まつちよ）は、安土桃山時代の大名。長沢松平家10代当主、深谷藩2代藩主。徳川家康の七男。母は側室・茶阿局で松平忠輝の同母弟。

## 略歴
文禄3年（1594年）生まれ。生誕地は遠江国浜松とする説があるが、江戸で生まれたとするのが妥当とみられる。
生後間もなく、前年の文禄2年（1593年）に男子を設けずに没した深谷藩主松平康直（長沢松平家当主）の後を継いで深谷藩主となった。しかし、慶長4年（1599年）1月12日に疱瘡のためわずか6歳で病死した。
法名は栄昌院殿。長沢松平家の菩提寺である三河岩津妙心寺（現在の愛知県岡崎市岩津町の円福寺）に葬られたと伝えられるが、現在では墓石が所在不明となっている。
長沢松平家は、跡を同母兄の辰千代（松平忠輝）が継いだ。

## 異説
松千代の生没年については異説が多い。通説の文禄3年生まれ、慶長4年6歳没は『徳川幕府家譜』に拠ったもので、旗本平岡資模編纂の『御九族記』、同じく旗本中川忠英編纂の『柳営譜略』なども同じである。他方、幕府編纂の『寛政重修諸家譜』は長沢松平家の子孫から提出された家譜に基づいて慶長4年1月12日8歳没と記しており、逆算すると文禄元年（1592年）生まれとなる。水戸藩で編纂された『源流綜貫』も同じく文禄元年生まれ、慶長4年1月12日8歳没とし、忠輝を同年生まれで同母の弟とする。また、浄土宗の学僧竹尾善筑がまとめた『幕府祚胤伝』では「文禄元年誕生、文禄3年（1594年）2月8日死去」とし、忠輝とは双子であったとする。
院号は『徳川幕府家譜』は「栄昌院殿」、『幕府祚胤伝』は「松葉院殿」とし、また戒名も暁月浄源大童子、応雪神童子、応雪源流、證玉真果大童子、大翁浄安大童子など諸書により異なる。
経歴については、『寛永諸家系図伝』、『寛政重修諸家譜』等に所収された長沢松平家の系譜では一致して松平康直の次代、松平忠輝の前代の長沢松平家当主としており通説となっているが、『藩翰譜』や『徳川幕府家譜』等では松千代を平岩親吉の養子とし、長沢松平家は忠輝が直接継承したように記している。親吉の養子となった家康の息子は松千代の異母弟である仙千代とする史料がほとんどであり（『寛政重修諸家譜』、『御九族記』、『柳営譜略』、『幕府祚胤伝』）、松千代を親吉の養子とする『藩翰譜』等の説は江戸時代の当時から誤りと指摘されている。このためこの説は明治以降の歴史記述では採用されないが、松千代が平岩親吉の養子となった後で長沢松平家を継承したとして、両説を折衷する考えもある（ただし、『徳川幕府家譜』はそもそも仙千代を親吉の養子と記さない。仙千代は後に御三家筆頭となる徳川義直の同母兄であるから、如何に親吉が功臣としても養子とするのは不自然であり、庶子の第二子である松千代の方が適当と言える。）。